# Auspicio de Toul
San Auspicio de Toul, en latín Auspicius Tullensis, quinto obispo de Toul, Bélgica, y poeta del siglo V después de Cristo; según el padre Benito Picard murió en 488.
Lo que sabemos de él es proveniente de algunos escritos. El primero se trata de los Gesta praecedentium Leucorum urbis antistitum, escrito tardío del siglo X, citado en la Vita Mansueti, según el cual, Auspicio había sido nombrado Obispo de Toul en el año 472 por Sidonio Apolinar, quien era un óptimo amigo y correspondiente suyo. El conde de Tréveris, Arbogasto, buscaba consejo de Sidonio Apolinar, sobre cómo cumplir rectamente sus deberes. Apolinario se excusa de no poder ayudarlo por lo distante que se encontraba de Tréveris, pero lo remite a Auspicio de Toul, y lo describe como un hombre de vasto saber, quizás el más docto de la Galia del norte.
Muy seguramente Arbogasto, sigue el consejo. Esto lo sabemos debido a la existencia de un escrito de Auspicio al conde Arbogasto, es una carta métrica donde después de algunas alabanzas, Auspicio redacta una exhortación moral al gobernador de Tréveris para frenar la codicia y la avaricia, y de combatirla con el arma de la caridad. Le pide además que respete a Jámblico, Obispo de Tréveris. La Epistola Ad Arbogastem Comitem Trevirorum, es el único escrito que se conserva de su autoría y es accesible en la Patrología latina de Migne. La carta refleja la elegancia propia del tiempo, utiliza varios apóstrofes y metáforas, a veces con recurso a lugares comunes y monotonías. Es una carta que procede de un ambiente aristocrático con cierto tinte pastoral. Se considera que esta carta es una de las primeras imitaciones rítmicas de la llamada estancia ambrosíana. Fue el primer poeta cristiano de Occidente que adoptó el ritmo yámbico, derivación del verso saturnio (versus saturnias), la métrica favorita de la poesía popular profana de los romanos. Su cuerpo fue hallado en el cementerio de San Mansuy de Toul en 1070.